# Bidyanus bidyanus
Espèce
Statut de conservation UICN

 NT  : Quasi menacé
Bidyanus bidyanus est une espèce de poissons, appelée parfois « perche argentée » par analogie avec son nom anglais Silver Perch. C'est un poisson d'eau douce endémique du fleuve Murray et de ses affluents, le plus important système de cours d'eau d'Australie. Son nom scientifique vient de son nom aborigène.
La perche argentée est le seul représentant de quelque importance de la famille des Terapontidae trouvé dans ces cours d'eau alors que cette famille a de nombreuses espèces représentées dans l'hemisphère nord. On trouve de façon sporadique un autre représentant de cette famille : la perche pailletée (Leiopotherapon unicolor) trouvée au nord du bassin.